# Konzō-ji (Zentsūji)

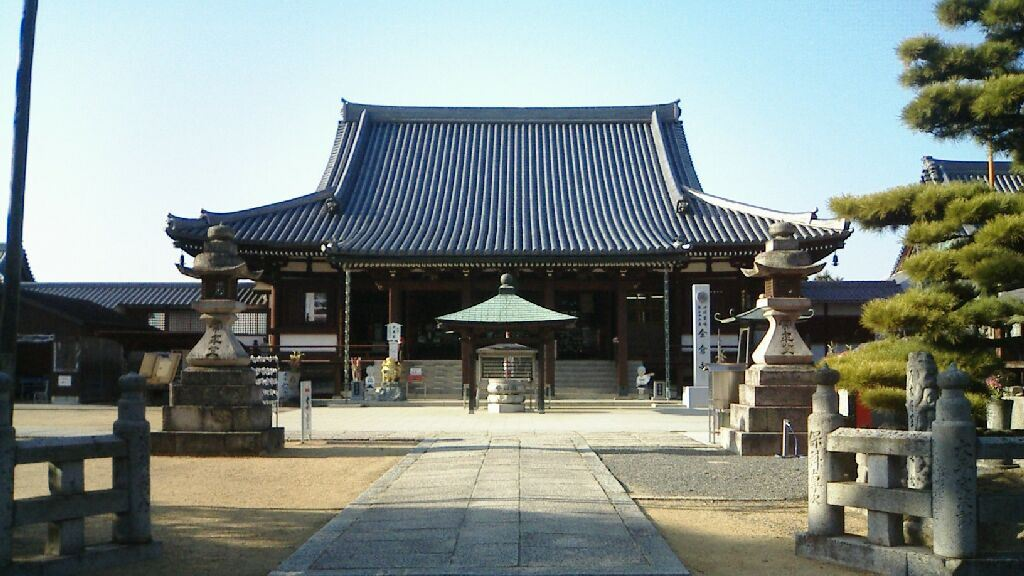
Haupthalle

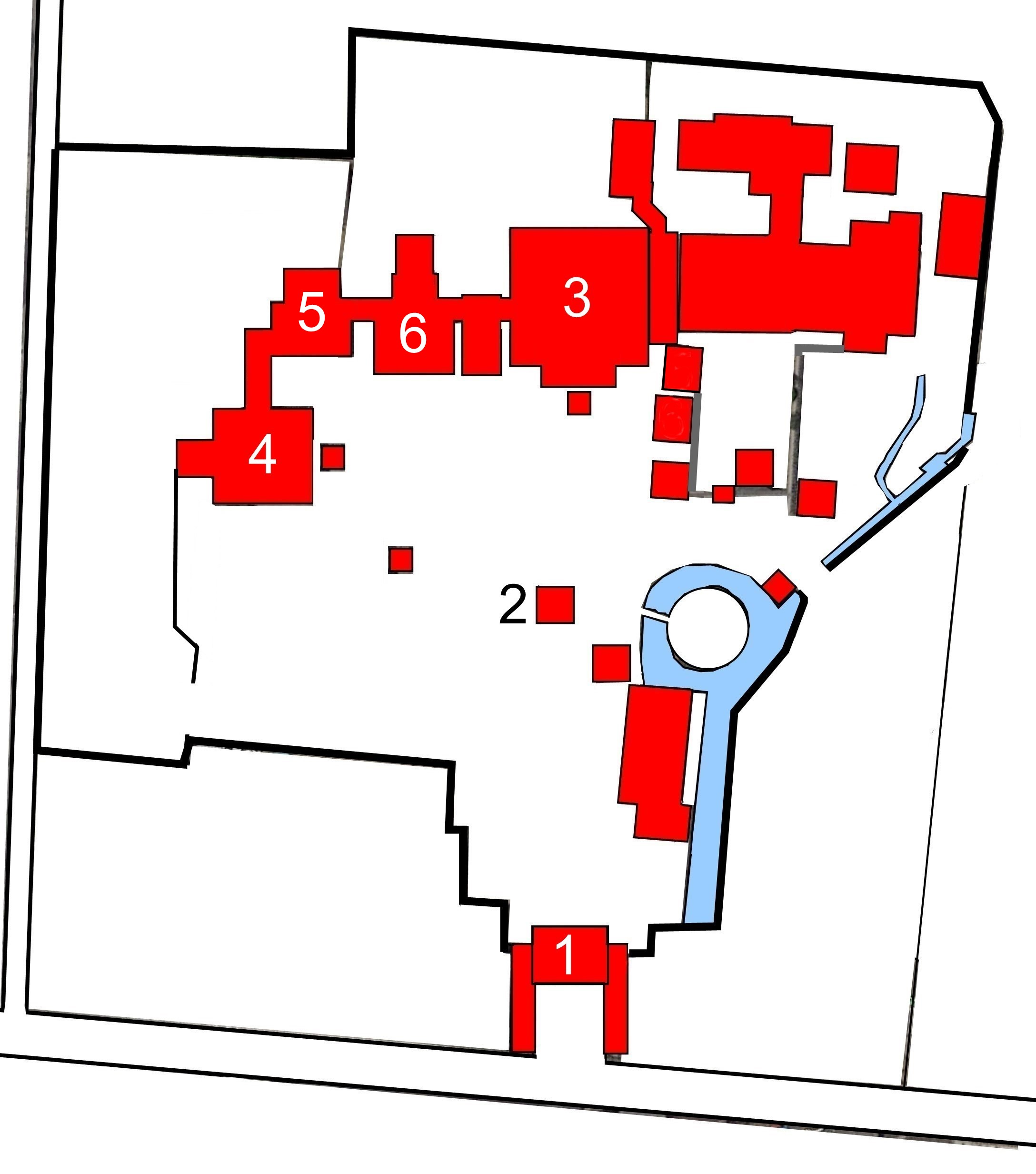
Plan des Tempels (s. Text)

Der Konzō-ji (japanisch 金倉寺, bei gleicher Lesung auch 金蔵寺 geschrieben) mit den Go Keizokuzan (鶏足山) und Hōdōin (宝幢院) ist ein Tempel im Stadtteil Konzōji von Zentsūji (Präfektur Kagawa), der zum Jimon-Zweig (寺門派) der Tendai-Richtung des Buddhismus gehört. In der traditionellen Zählung ist er der 76. Tempel des Shikoku-Pilgerwegs.

## Geschichte
Der Konzōji ist die Heimat des Neffen des Priesters Kukai, nämlich von Priester Enchin (814–891). Dieser stammte von Wake Dōzen (和気道善), der den Tempel im 5. Jahr Hōki (774), also im Geburtsjahr Kūkais, errichtete. Als Dōzen 851 Abt des Tempels wurde, wurde der Tempel Dōzen-ji genannt. Als Enchin von seinem Aufenthalt in China zurück war, schnitzte er eine Figur des Yakushi Nyorai, also des heilenden Buddhas, der dann im Tempel verehrt wurde. Im Jahr 928 wurde der Tempel auf Anweisung des Kaisers Daigo in Konzōji umbenannt und damit an die übliche Bezeichnung der Gegend angepasst.
Ab der Kamakura-Zeit wurde der Tempel wiederholt von Bränden heimgesucht und gehörte zeitweilig zur Shingon-Richtung des Buddhismus. Zu Beginn der Edo-Zeit baute Priester Tenkai (天海; 1536–1643) den Tempel wieder auf, der 1651 zum Tendai zurückkehrte.
General Nogi residierte ab 1898 zweieinhalb Jahre in dem Tempel, der in der Mitte zwischen seinem Truppenlager in Marugame und dem Hauptquartier auf Shikoku gelegen war. Der Tempel bewahrt seine Militärmütze und auch Briefe seiner Frau auf. Am 1. Wochenende im September wird jährlich das „Nogi-Fest“ (Nogi Matsuri) mit Tänzen gefeiert.

## Anlage
Das Tempeltor im Süden ist als Niō-Tor (仁王門; 1) ausgeführt, mit den Skulpturen der Tempelwächter rechts und links. Geht man weiter, sieht man den Glockenturm (鐘楼, Shōrō; 2) auf der linken Seit. Voraus erhebt sich die Haupthalle (本堂, Hondō; 3). An die Haupthalle schließt sich rechts das Abt- und Mönchsquartier an.
Auf der linken Seite des Tempelgeländes steht die Halle, die den Tempelgründern (hier Kūkai und Enchin) gewidmet ist, die groß angelegte Daishidō (大師堂; 4). Sie wird an der Nordseite flankiert von der Kannon-dō (観音堂; 5) und der Karitei-dō (訶梨帝堂; 6). Dort wird der Kishimojin (鬼子母神) verehrt, der zur leichten Geburt verhilft und Kinder beschützt.

## Schätze
Zu den Tempelschätzen gehört eine Hängerolle mit einem Bild des Enchin (絹本著色智証大師図), der posthum „Chishō daishi“ (智証大師) genannt wurde. Es stammt aus der Kamakura-Zeit und ist als Wichtiges Kulturgut Japans registriert.

## Bilder

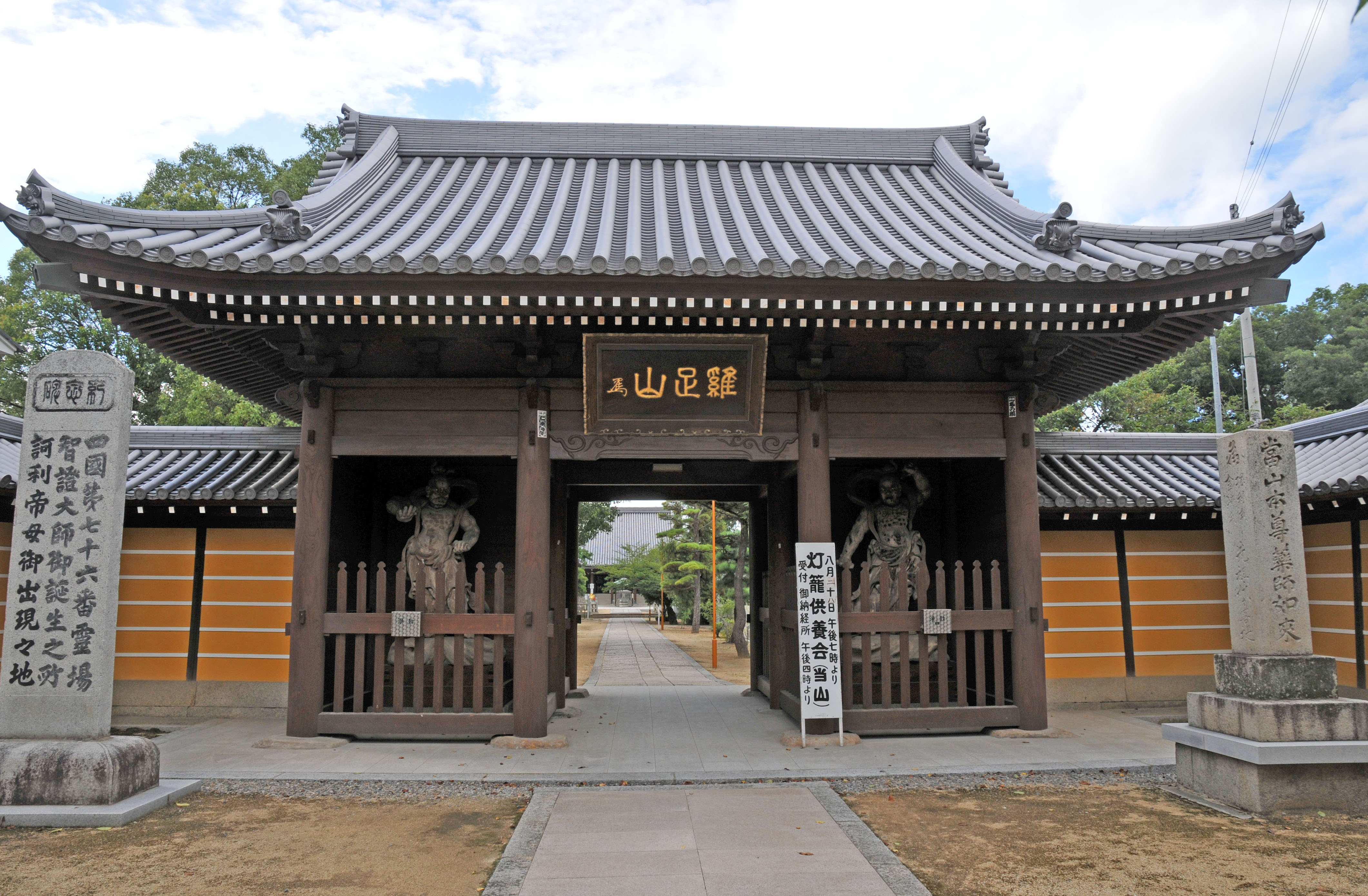
Tempeltor
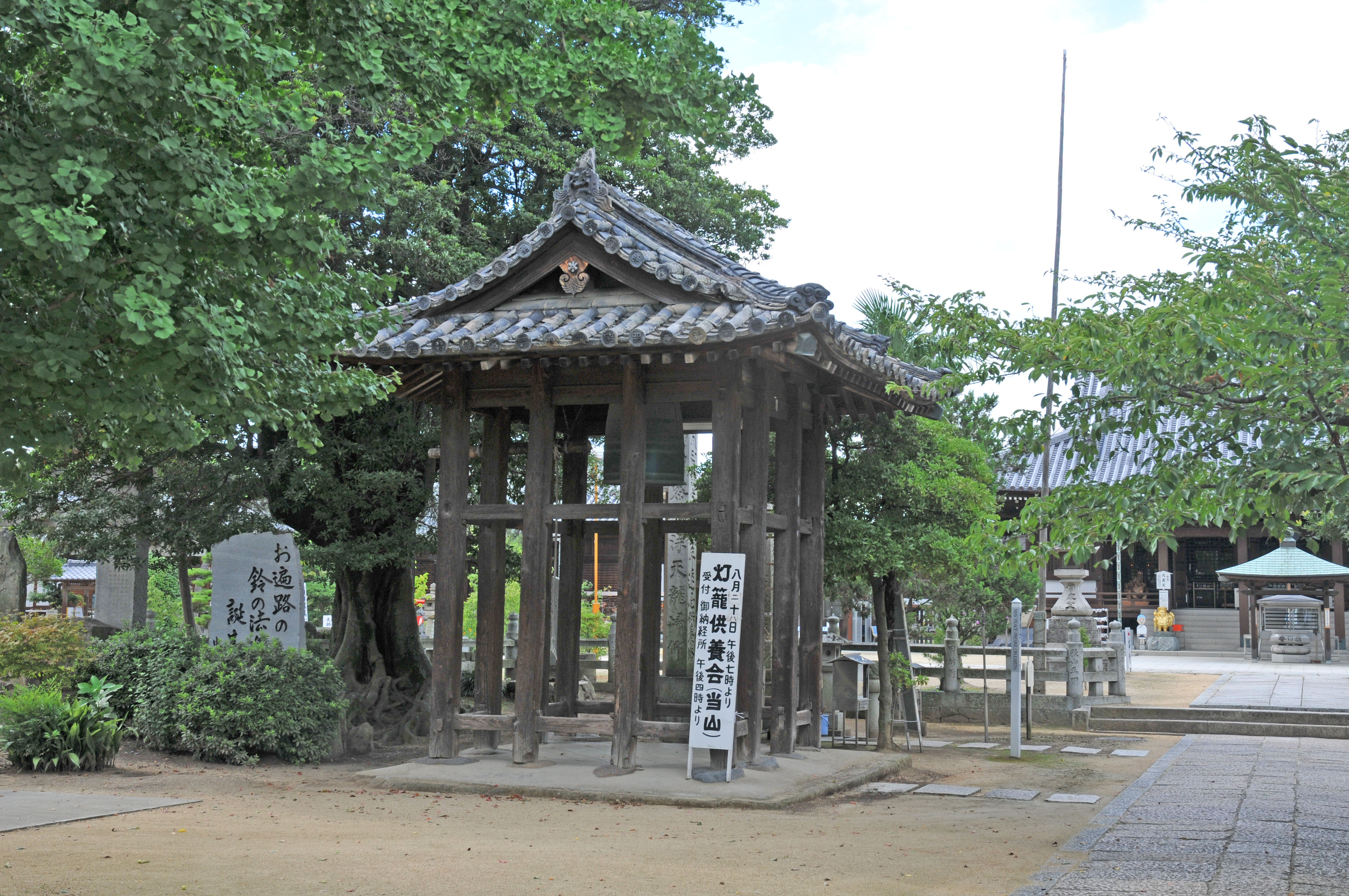
Glockenturm
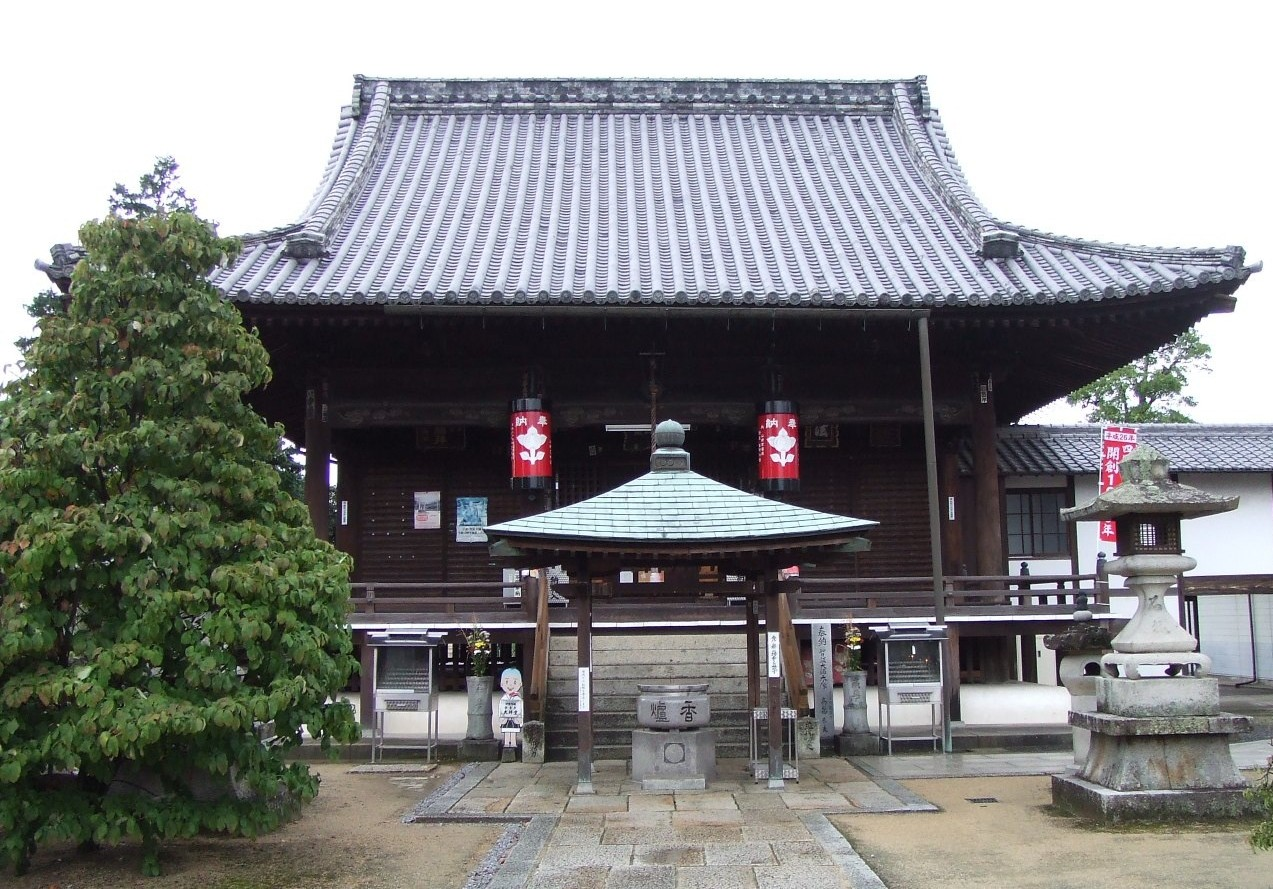
Daishidō
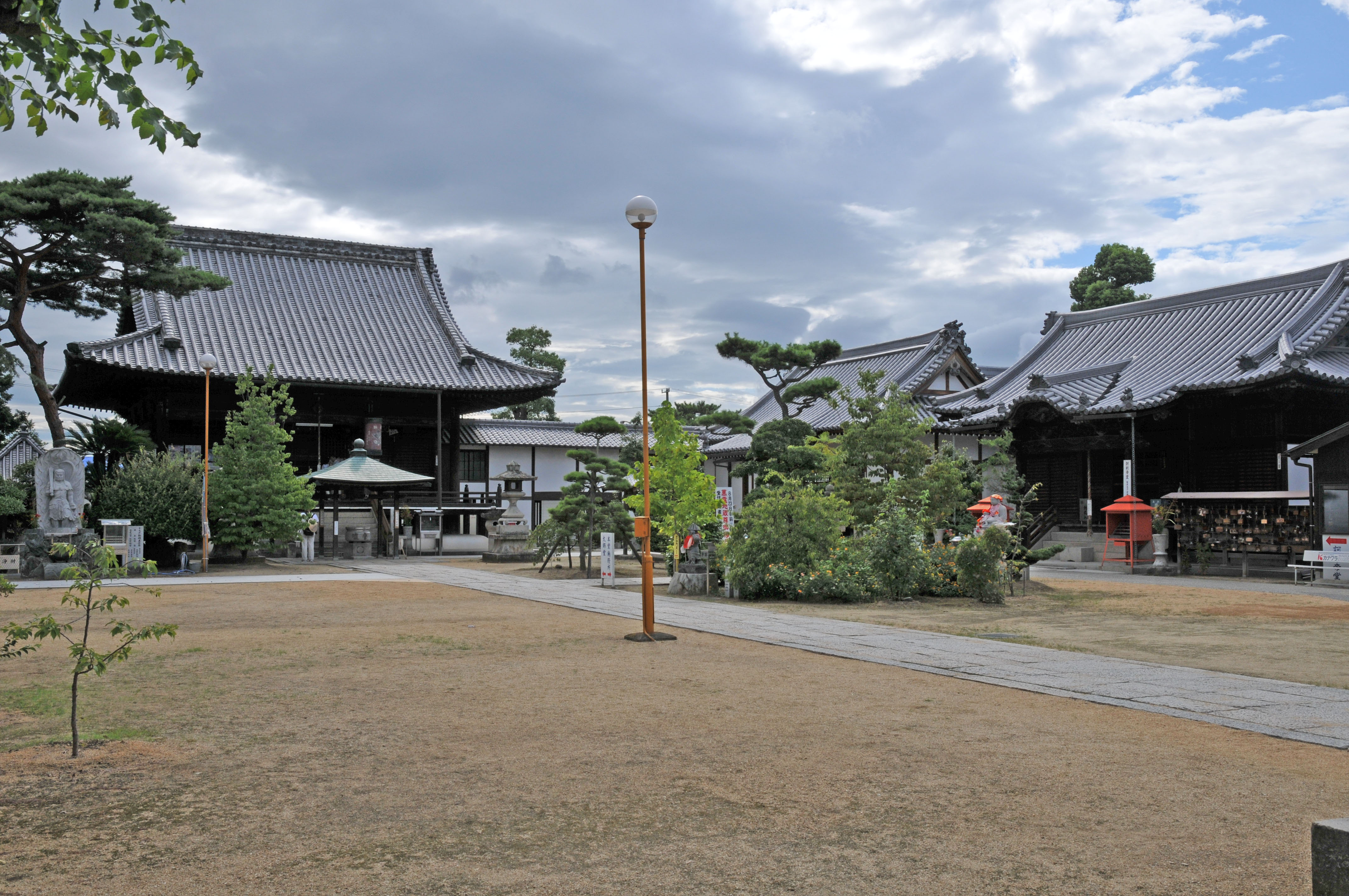
Daishidō, Kannondō und Kariteidō rechts
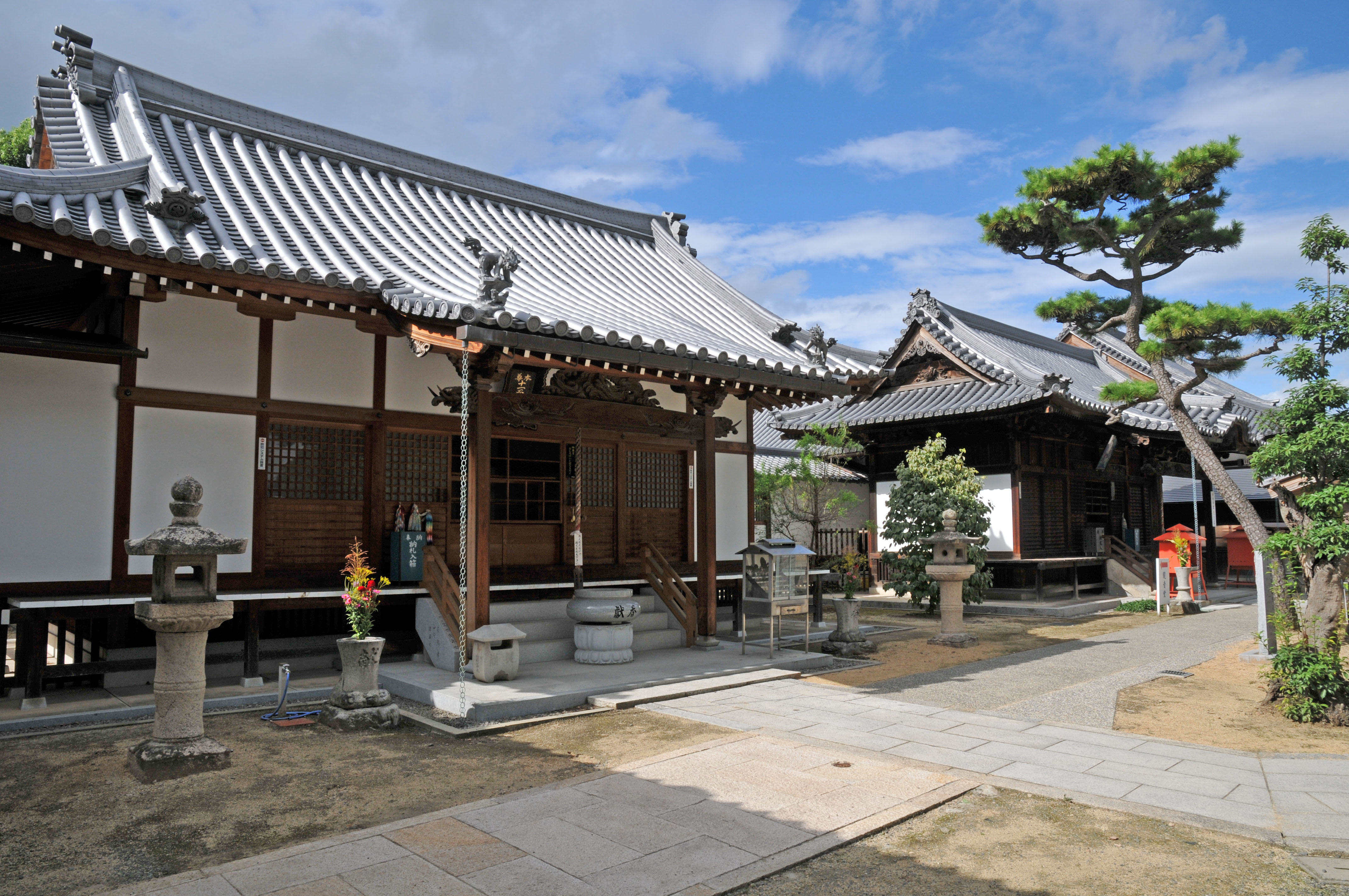
Kannondō und Kariteidō
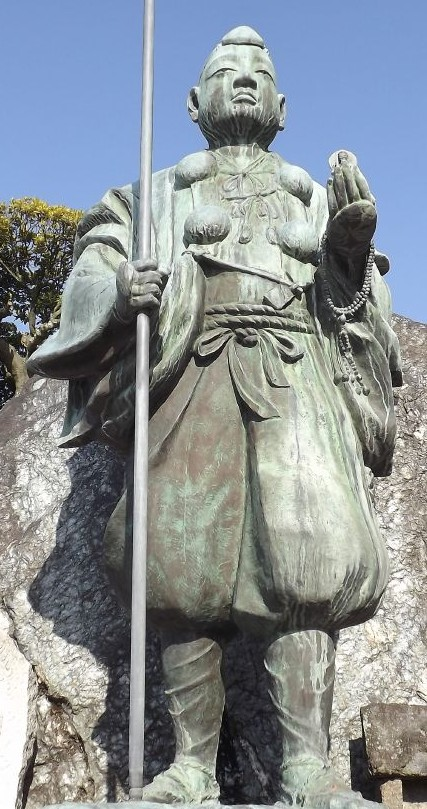
Enchin